# Agrotis trifurca
Agrotis trifurca là một loài bướm đêm trong họ Noctuidae.